# The Mission (1986)
The Mission is een Britse film uit 1986 met in de hoofdrollen onder meer Robert De Niro, Jeremy Irons en Liam Neeson. The Mission won de Gouden Palm op het Filmfestival van Cannes. De film werd ook bekroond met de Oscar voor beste camerawerk en werd genomineerd voor zes andere Oscars.
De muziek in de film werd gecomponeerd door Ennio Morricone en gespeeld door het London Philharmonic Orchestra. Morricone won voor Gabriel's Oboe een Golden Globe en werd genomineerd voor een Oscar en een BAFTA. De filmmuziek van The Mission staat op nummer 23 in de lijst AFI's 100 Years of Film Scores van het American Film Institute.
De film is losjes gebaseerd op historische gebeurtenissen. Met het Verdrag van Madrid in 1750 gingen zeven jezuïetenmissies in Zuid-Amerika van Spaanse handen over in Portugese handen. In de zogenaamde Guaraní-oorlog (1754-1756) verzette het Guaraní-indianenvolk zich met geweld tegen Spaanse en Portugese troepen die de controle over de missies kwamen overnemen. Een van de zeven missies die bij het Verdrag van Madrid in Portugese handen overging, São Miguel das Missões, werd voor de film nagebouwd.
De waterval in de film suggereert dat ook een andere historische gebeurtenis als inspiratie voor de film diende, namelijk aanvallen door slavenhandelaars in 1631 op jezuïetenmissies langs de Paranapanema-rivier met het doel de plaatselijke Guaraní's als slaven gevangen te nemen. Het gevecht aan het eind van de film doet denken aan een acht dagen durende veldslag tussen Guaraní's en slavenhandelaren in 1641, waarbij de door de jezuïeten goed georganiseerde en met vuurwapens bewapende Guaraní's de slavenhandelaren wisten te verslaan.
Het centrale personage van de film, vader Gabriel (Jeremy Irons), is losjes gebaseerd op de heilig verklaarde jezuïet Roque González de Santa Cruz.

## Verhaal
Een jezuïetenpriester, pater Gabriel (Jeremy Irons), sticht een missie in het Zuid-Amerikaanse oerwoud om de plaatselijke Guaraní-indianen te bekeren tot het christelijke geloof. Een Spaanse huursoldaat en slavenhandelaar, Rodrigo Mendoza (Robert De Niro), voegt zich later bij hem; Mendoza ziet de missie als een veilige schuilplaats en een plaats waar hij vergiffenis voor de moord op zijn broer kan zoeken. Samen proberen ze de missie te verdedigen tegen Portugese koloniale troepen, Gabriel met geweldloze middelen en Mendoza met militaire middelen. Uiteindelijk wordt de missie veroverd en vernietigd door Portugese troepen, waarbij de jezuïetenpriesters en vele Guaraní's vermoord worden. Mendoza sterft tijdens een poging om een groep Guaraní-kinderen te redden. Pater Gabriel sterft als hij met het heilig Sacrament in zijn handen de troepen tegemoet loopt. Ook de Guarani's die hem in processie volgen worden neergeschoten.

## Rolverdeling
| Acteur             | Personage                    |
| ------------------ | ---------------------------- |
| Robert De Niro     | Rodrigo Mendoza              |
| Jeremy Irons       | Pater Gabriel                |
| Ray McAnally       | Altamirano                   |
| Aidan Quinn        | Felipe Mendoza               |
| Cherie Lunghi      | Carlotta                     |
| Ronald Pickup      | Hontar                       |
| Chuck Low          | Cabeza                       |
| Liam Neeson        | Fielding                     |
| Bercelio Moya      | Indiaanse jongen             |
| Sigifredo Ismare   | Shaman                       |
| Asuncion Ontiveros | Opperhoofd                   |
| Alejandrino Moya   | Assistent van het opperhoofd |
| Daniel Berrigan    | Sebastian                    |
| Rolf Gray          | Jonge Jezuïet                |
| Álvaro Guerrero    | Jezuïet                      |

## Prijzen
- Gouden Palm op het Filmfestival van Cannes
- Oscar voor beste camerawerk
- Golden Globe voor beste scenario
- BAFTA voor beste acteur in een bijrol (Ray McAnally)
- BAFTA voor beste montage
- BAFTA voor beste muziek
- David di Donatello voor beste producent van een buitenlandse film